# Prosimulium rhizomorphus
Prosimulium rhizomorphus är en tvåvingeart som beskrevs av Rubtsov 1971. Prosimulium rhizomorphus ingår i släktet Prosimulium och familjen knott. Inga underarter finns listade i Catalogue of Life.